# Lev Kerbel
Lev Yefímovich Kérbel (en ruso: Лев Ефи́мович Ке́рбель; Seménivka, óblast de Chernígov, 7 de noviembre de 1917 - Moscú, 14 de agosto de 2003) fue un escultor, pedagogo y profesor soviético (ruso). También fue vicepresidente de la Academia de las Artes de la URSS de 1988 a 2003.
En su dilatada trayectoria profesional fue académico de la AX CCCP (1975) además recibió numerosos premios y condecoraciones entre los cuales destacanː Héroe del Trabajo Socialista (1985), premio Lenin (1961) y Premio Stalin de primer grado (1950). Fue miembro del Partido Comunista de la Unión Soviética desde 1963. Lev Kerbel creó más de 70 monumentos erigidos en Rusia y el extranjero. Así mismo, es autor del monumento a los héroes del submarino nuclear Kursk hundido en 2000, inaugurado en Moscú el 12 de agosto de 2002 .

## Biografía

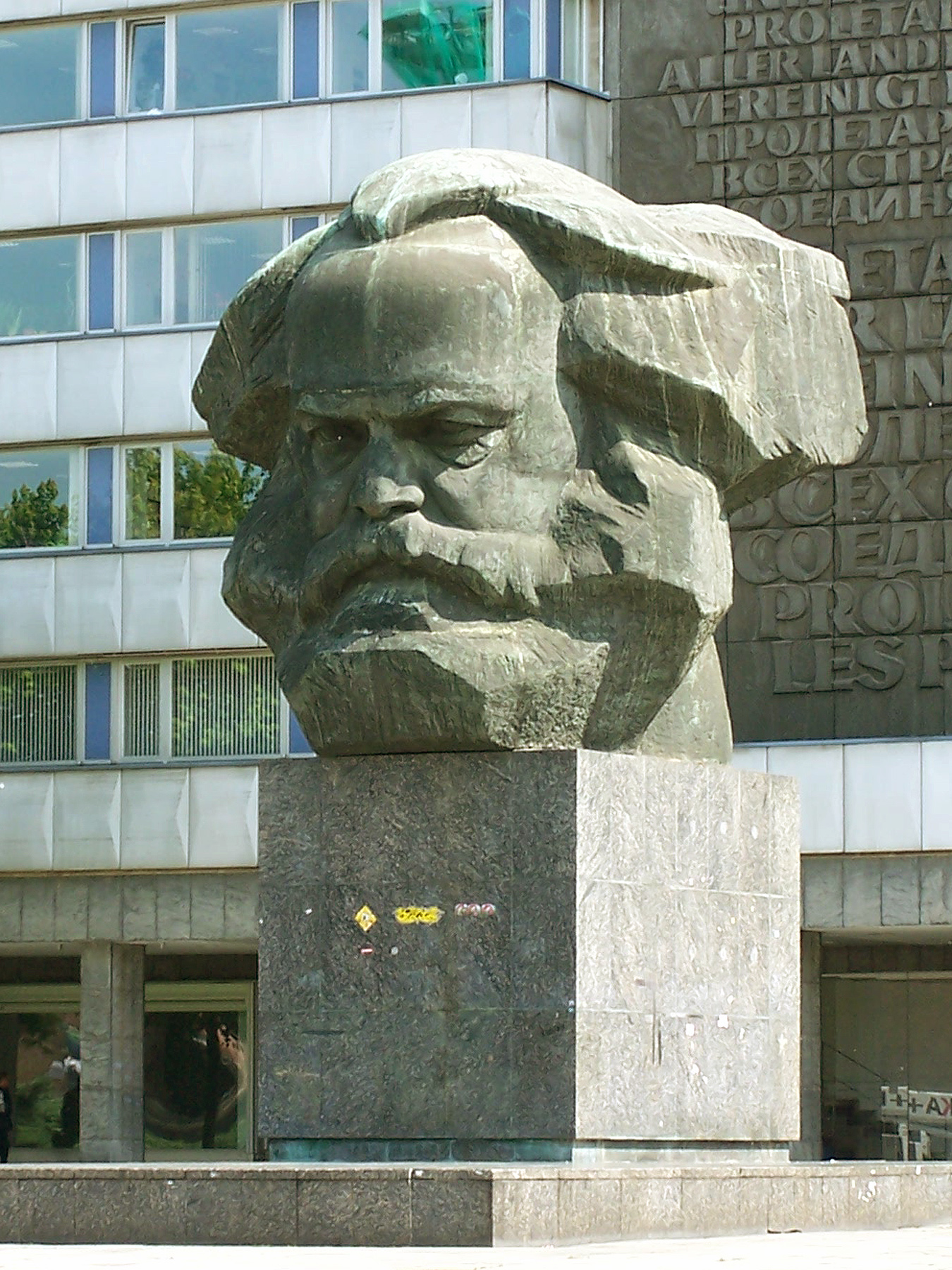
Busto monumental de Karl Marx en Chemnitz (Alemania), obra de Lev Kerbel.

Lev Kerbel nació el 7 de noviembre de 1917, en el seno de una familia judía en el pueblo de Semyonovka en la gobernación de Chernigov, Imperio ruso (actualmente Semenivka, Óblast de Chernígov, Ucrania), el día en que los bolcheviques tomaron por asalto el Palacio de Invierno en Petrogrado. La familia de Lev se mudó a la región rusa de Smolensk, donde comenzó a esculpir cuando era niño. En 1934, con diecisiete años, ganó un premio del Komsomol (Liga de Jóvenes Comunistas) por un bajorrelieve de Lenin. La también política y revolucionaria rusa Nadezhda Krúpskaya reconoció el mérito de la obra y lo envió con una recomendación al escultor Serguéi Merkúrov, quien más tarde hizo una buena crítica del trabajo del joven. Kerbel ingresó como estudiante en la Academia Rusa de las Artes en Leningrado, donde se inscribió en la clase preparatoria.

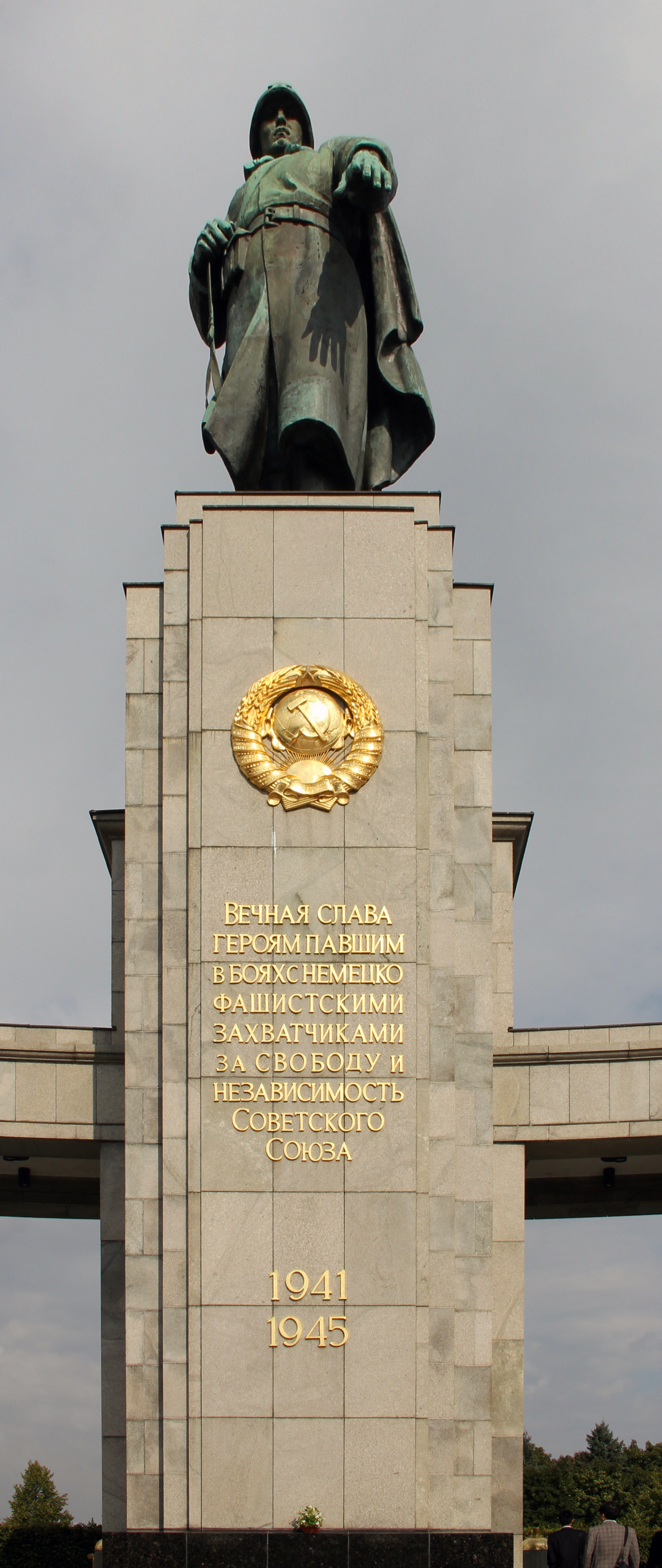
Monumento al soldado soviético. Berlín

En 1937 ingresó en la facultad de escultura del Instituto de Pintura, Escultura, Arquitectura y Artes de Moscú (futuro Instituto de Arte de Moscú Vasili Súrikov), donde adquirió habilidades bajo la dirección de los grandes maestros como Matvéyev, Domogatski, Iodko y Sherwood. En sus años de estudiante Kerbel realizó un retrato escultórico de Aleksandr Pushkin (1937, en el Museo de Arte de Smolensk). 
En 1941 participó en el concurso para un monumento a Vladímir Mayakovski. En la primera ronda ganó el primer premio, pero el proyecto quedó inconcluso debido a la Segunda Guerra Mundial. El escultor A. P. Kibalnikov reconocía que su famoso monumento al poeta Vladímir Maiakovski en Moscú, inaugurado en 1958 en honor del 65.º aniversario del poeta; estaba parcialmente inspirado en el modelo que Kerbel había hecho antes de la guerra.
Durante la Segunda Guerra Mundial, Kerbel ayudó a construir defensas para la Batalla de Moscú, en 1942, el escultor fue como voluntario al frente. Sirvió como artista militar en la Flota del Norte y participó en campañas militares a bordo de los destructores soviéticos «Razumny» y «Gremyashchy». Participó en los desembarcos anfibios en Petsamo, durante la Operación Petsamo-Kirkenes. Después de estas operaciones fue galardonado con la Orden de la Estrella Roja.
En 1945, fue asignado a Berlín, donde en colaboración con Vladímir Tsigal, acabó el monumento en memoria de los héroes soviéticos de la toma de Berlín, que se decidió establecer en un parque en el barrio berlinés de Tiergarten. Era la segunda vez que se creaba un monumento a los soldados-ganadores, después del monumento en Königsberg. A continuación, se colocó el monumento de Kérbel al Soldado Liberador soviético en la ciudad de Küstrin (actualmente en Polonia), a unos sesenta kilómetros al este de Berlín.
Lev Kerbel fue autor de más de cincuenta monumentos y memoriales colocados en muchas ciudades soviéticas y en el extranjero. Creó un gran número de estatuas de figuras prominentes del Partido Comunista, del Estado soviético, de militares soviéticos, así como de varios héroes del Trabajo Socialista. Kérbel, junto con el vicepresidente de la Academia de las Artes M. Manizer, realizaron la máscara mortuoria a Iósif Stalin.
En todas las etapas de su obra, Kerbel puso en práctica los principios de la ideología comunista en el arte. Por ejemplo, a las obras en relieve del «Desfile de la Victoria» y "Escuchan Lenin" (yeso), 1948 - 1949, los dos se encuentran en la Galería Tretiakov en Moscú. 
Trabajó sin descanso sobre la imagen de Lenin, ocupando una posición de liderazgo en la jerarquía de los géneros de realismo socialista. Realizó retratos del líder y monumentos, incluyendo la composición de temas revolucionarios. Diseñó los monumentos a Vladimir Lenin que se encuentran en Moscú en la Plaza de octubre, Smolensk, Gorki Léninskiye, Kémerovo, Krasnoznamensk (óblast de Moscú), Poltava, Siktivkar, Lípetsk, Sofía (Bulgaria), La Habana (República de Cuba) en coautoria con Antonio Quintana y en otros lugares. Ahora, algunos de ellos desmantelados.
Otro encargo importante fue la escultura que Kérbel hizo de Karl Marx para el monumento en la plaza del Teatro en Moscú (Premio Lenin, 1962) y en el centro de la ciudad alemana de Chemnitz, por el que fue galardonado por el Gobierno de la República Democrática Alemana con la Orden de Karl Marx y de la Academia Rusa de las Artes que le otorgó la medalla de oro al escultor.
En 1976, el gobierno soviético regaló a la República de Sri Lanka el monumento a Solomon Bandaranaike, trabajo de Kérbel. Desde 1962, dirigió el departamento de escultura del Instituto de Arte de Moscú Súrikov. En él se formaron una constelación de artistas de gran talento que trabajan con éxito en Rusia y en el extranjero.
Murió en Moscú el 14 de agosto de 2003 y fue enterrado en el Cementerio Novodévichi.

## Condecoraciones y premios

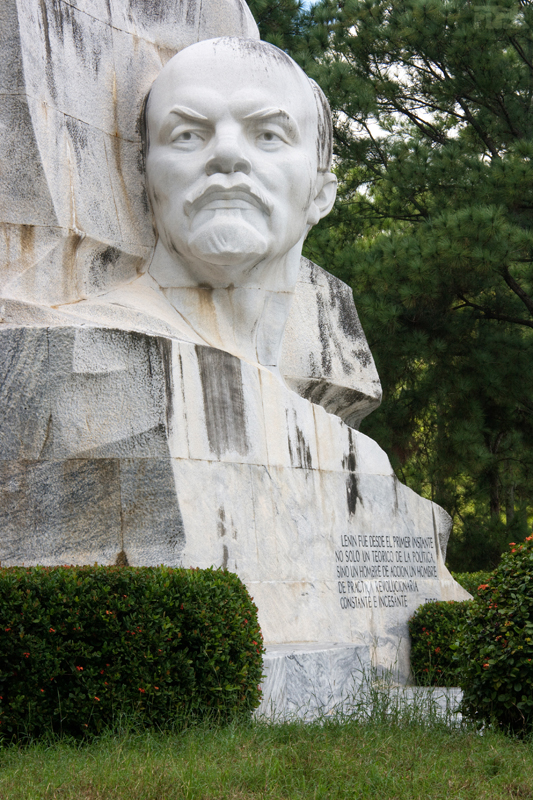
Monumento a Lenin en La Habana

- Héroe del Trabajo Socialista (1985)
- Orden de la Amistad de los Pueblos (1993)[3]
- Orden de Lenin
- Orden de la Bandera Roja del Trabajo
- Orden de la Guerra Patria de segundo grado
- Orden de la Estrella Roja
- Orden de Karl Marx
- Orden de la República de Bulgaria Popular de primer grado[4]
- Premio Lenin (1962)
- Premio Stalin de primer grado (1950)
- Artista del Pueblo de la URSS (1977)
- Artista del Pueblo de la RSFS de Rusia (1967)
- Premio Goethe (Alemania)
- Medalla por la defensa de Moscú
- Medalla por la Defensa del Ártico soviético
- Medalla por la Conquista de Berlín
- Medalla por la Victoria sobre Alemania en la Gran Guerra Patria 1941-1945
- Medalla Conmemorativa del 20.º Aniversario de la Victoria en la Gran Guerra Patria de 1941-1945
- Medalla Conmemorativa del 30.º Aniversario de la Victoria en la Gran Guerra Patria de 1941-1945
- Medalla Conmemorativa del 40.º Aniversario de la Victoria en la Gran Guerra Patria de 1941-1945
- Medalla Conmemorativa del 50.º Aniversario de la Victoria en la Gran Guerra Patria de 1941-1945
- Medalla Conmemorativa del 60.º Aniversario de la Victoria en la Gran Guerra Patria de 1941-1945
- Premios Israel, Sri Lanka, Alemania .